# Custer (Montana)
Custer és una concentració de població designada pel cens dels Estats Units a l'estat de Montana. Segons el cens del 2000 tenia 145 habitants.

## Demografia
Segons el cens del 2000, Custer tenia 145 habitants, 68 habitatges, i 39 famílies. La densitat de població era de 215,3 habitants per km².
Dels 68 habitatges en un 25% hi vivien nens de menys de 18 anys, en un 51,5% hi vivien parelles casades, en un 5,9% dones solteres, i en un 42,6% no eren unitats familiars. En el 39,7% dels habitatges hi vivien persones soles el 13,2% de les quals corresponia a persones de 65 anys o més que vivien soles. El nombre mitjà de persones vivint en cada habitatge era de 2,13 i el nombre mitjà de persones que vivien en cada família era de 2,87.
Per edats la població es repartia de la següent manera: un 21,4% tenia menys de 18 anys, un 4,1% entre 18 i 24, un 21,4% entre 25 i 44, un 37,2% de 45 a 60 i un 15,9% 65 anys o més.
L'edat mediana era de 46 anys. Per cada 100 dones de 18 o més anys hi havia 123,5 homes.
La renda mediana per habitatge era de 26.944 $ i la renda mediana per família de 43.000 $. Els homes tenien una renda mediana de 21.250 $ mentre que les dones 0 $. La renda per capita de la població era de 18.532 $. Cap de les famílies i l'1,4% de la població estaven per davall del llindar de pobresa.

## Poblacions més properes
El següent diagrama mostra les poblacions més properes.